# Stasys Vaitekūnas
Stasys Vaitekūnas (ur. 9 marca 1941 w Reibiniai w rejonie janiskim, zm. 8 grudnia 2016 w Wilnie) – litewski geograf i wykładowca, rektor Uniwersytetu Kłajpedzkiego (1993–2001).

## Życiorys
Po ukończeniu szkoły średniej w Skaistgiris studiował w Wileńskim Instytucie Pedagogicznym (1960–1965). Po ukończeniu studiów zatrudniony jako młodszy współpracownik naukowy na Wydziale Geografii Akademii Nauk Litewskiej SRR. W 1968 podjął pracę jako wykładowca w Katedrze Historii Gospodarki i Geografii Wileńskiego Uniwersytetu Państwowego, którą kierował jako profesor od 1986.
W lutym 1993 wybrano go rektorem Uniwersytetu Kłajpedzkiego – funkcję pełnił przez dwie kadencje. W 1995 zainicjował powołanie na uczelni Katedry Geografii, której został dyrektorem. W latach 2003–2007 sprawował urząd przewodniczącego Senatu Uniwersytetu.
Zajmował się naukowo geografią ludności i demografią, geografią polityczną i regionalną, geopolityką oraz geografią europejską.
Zaangażowany w działalność polityczną – w pierwszych wolnych wyborach samorządowych w 1995 został wybrany radnym miejskim Kłajpedy z listy Litewskiej Demokratycznej Partii Pracy. Mandat sprawował przez kilka miesięcy.
Był członkiem Rady Muzeum Diecezji Żmudzkiej. Zasiadał w Litewskiej Radzie Naukowej jako ekspert. Stał na czele redakcji czasopisma Tiltai. Humanitariniai ir socialiniai mokslai.

## Odznaczenia
- Krzyż Kawalerski Orderu „Za Zasługi dla Litwy” – 2007[2]
- Medal Rady Bałtyckiej – 2011[3]